# Linda Nagata
Linda Nagata, född 1960, är en amerikansk science fiction-författare. Hon växte upp i San Diego och flyttade vid tio års ålder med sin familj till Oahu i Hawaii. Som science fiction-författare debuterade hon med novellen "Spectral Expectations" 1987; 1995 gavs hennes första roman, The Bohr Maker, ut. År 2000 tilldelades hon Nebulapriset för bästa kortroman för Gudinnor (Goddesses), ursprungligen publicerad i Sci Fiction.
Hon har en examen i zoologi från University of Hawaii.